# NGC 5660
NGC 5660 is een balkspiraalstelsel in het sterrenbeeld Ossenhoeder. Het hemelobject werd op 15 mei 1787 ontdekt door de Duits-Britse astronoom William Herschel.

## Synoniemen
- UGC 9325
- MCG 8-26-39
- ZWG 247.35
- IRAS 14280+4950
- PGC 51795